# Vysun
Vysun (tiếng Ukraina: Висунь), Vulsun hay Isun (tiếng Ukraina: Ісун) là một sông chảy qua tỉnh Kirovohrad và Mykolaiv của Ukraina. Đây là một phụ lưu hữu ngạn của sông Inhulets. Sông dài 201 km và khởi nguồn tại cao nguyên Dnepr và chảy về phía nam qua vùng đất thấp Biển Đen. Diện tích lưu vực sông là 2670 km2. Nguồn nước sông chủ yếu đến từ tuyết tan.

## Mô tả
Thung lũng sông đối xứng ở thượng lưu, dạng bậc thang và không đối xứng ở hạ lưu; chiều rộng là 3 km. Dòng chảy ở thượng lưu thẳng, ở hạ lưu thì uốn lượn. Sông rộng 20 m, sâu 0,8-1,5 m, độ dốc của sông là 0,9 m/km. Trên dòng chảy có nhiều ao (khoảng 150) và các hồ chứa nhỏ được xây dựng. Con sông chủ yếu nhận nước từ tuyết tan. Sông được sử dụng để cung cấp nước, nuôi cá.

## Vị trí
Sông bắt nguồn từ rìa phía nam của cao nguyên Dnepr, gần làng Vyshneve. Sông chảy chủ yếu về phía nam dọc theo Vùng đất thấp Biển Đen. Sông chảy vào Inhulets về phía đông bắc của làng Pavlo-Maryanivka, cách thành phố Snihurivka 12 km về phía đông.
Phụ lưu tả ngạn: Yar Ternovatyy, Balka Lozovatka, Verbova; phụ lưu hữu ngạn: Balka Chabanka, Balka Kodyma, Balka Dobra. Các khu định cư đô thị Kazanka và Bereznehuvate nằm ven sông.

## Tên gọi
Tên sông có nguồn gốc từ tiếng Turk, tiền tố "v" là giả âm.. Từ tiếng Tatar  itz, Chuvash ӗҫ Turk khác  ič "để uống", Avar. itsu "nguồn" ..
Ý nghĩa của gốc tiền Slav "vis" có thể diễn giải là "chảy tràn", "chảy" (tương tự từ nguyên của Viska và Vistula).